# 15550 Sydney
15550 Sydney (2000 FR10) là một tiểu hành tinh vành đai chính được phát hiện ngày 31 tháng 3 năm 2000 bởi J. Broughton ở Reedy Creek Observatory.